# Ștefan Nemanja
Ștefan Nemanja (în sârbă chirilică: Стефан Немања, pronunțat [stêfaːn ně̞maɲa]; n. 1113, Depedogen⁠(d), Municipiul Podgorica, Muntenegru – d. 13 februarie 1199, Mănăstirea Hilandaru, Republica Monastică de la Muntele Athos, Grecia) a fost Marele Prinț (Veliki Župan) al Marelui Principat al Sârbiei (cunoscut și sub numele de Raška, lat. Rascia) din 1166 până în 1196. Membru al dinastiei Vukanović, Nemanja a fondat dinastia Nemanjić și este amintit pentru contribuțiile sale la cultura și istoria sârbă, fondând ceea ce va evolua în Țaratul Sârb, precum și biserica națională ortodoxă sârbă. 
În 1196, după trei decenii de război și negocieri care au consolidat Serbia, perioadă în care a minimalizat influența occidentală cât și pe cea bizantină, Nemanja a abdicat în favoarea fiului său mijlociu Ștefan Nemanjić, care a devenit primul rege încoronat al Serbiei. Nemanja a plecat în cele din urmă pe Muntele Athos, unde a devenit călugăr și a luat numele de Simeon, alăturându-se fiului său cel mai mic (mai târziu cunoscut sub numele de Sfântul Sava), care devenise deja primul arhiepiscop al Bisericii Ortodoxe Sârbe. 
Împreună cu fiul său Sava, Nemanja a restaurat Mănăstirea Hilandar de pe Muntele Athos în perioada 1198-1999 și a emis „Carta de la Hilandar” (sârbă: Хиландарска повеља). Mănăstirea a devenit ulterior leagănul Bisericii Ortodoxe Sârbe. Biserica Ortodoxă Sârbă l-a canonizat  pe Ștefan Nemanja, la scurt timp după moartea sa, sub numele Sfântul Simeon, Izvorâtor de Mir (Свети Симеон Мироточиви), după numeroase minuni. 
El a fost inclus pe locul 1 în lista și cartea din 1993 a celor mai proeminenți 100 de sârbi (în sârbă: 100 најзнаменитијих Срба). Cartea cu cele 100 de biografii a fost redactată de membri ai Academiei Sârbe de Științe și Arte și anume Sava Vuković, Pavle Ivić, Dragoslav Srejović, Dejan Medaković, Dragomir Vitorović, Zvonimir Kostić, Vasilije Krestić, Miroslav Pantić și Danica Petrović.

## Tinerețe
Nemanja s-a născut în jurul anului 1113 d.Hr. în Ribnica, Zeta (în vecinătatea actualului oraș Podgorița, capitala Muntenegrului). A fost cel mai tânăr fiu al lui Zavida, un prinț de Zahumlje, care după un conflict cu frații săi a fost trimis la Ribnica unde a avut titlul de Domn. Zavida (Beli Uroš) a fost cel mai probabil un fiu al lui Uroš I sau al lui Vukan. Întrucât vestul Zetăi era sub jurisdicția bisericii romano-catolice, Nemanja a primit un botez latin, deși o mare parte din viața sa ulterioară a petrecut-o echilibrând creștinismul occidental cu cel oriental. 

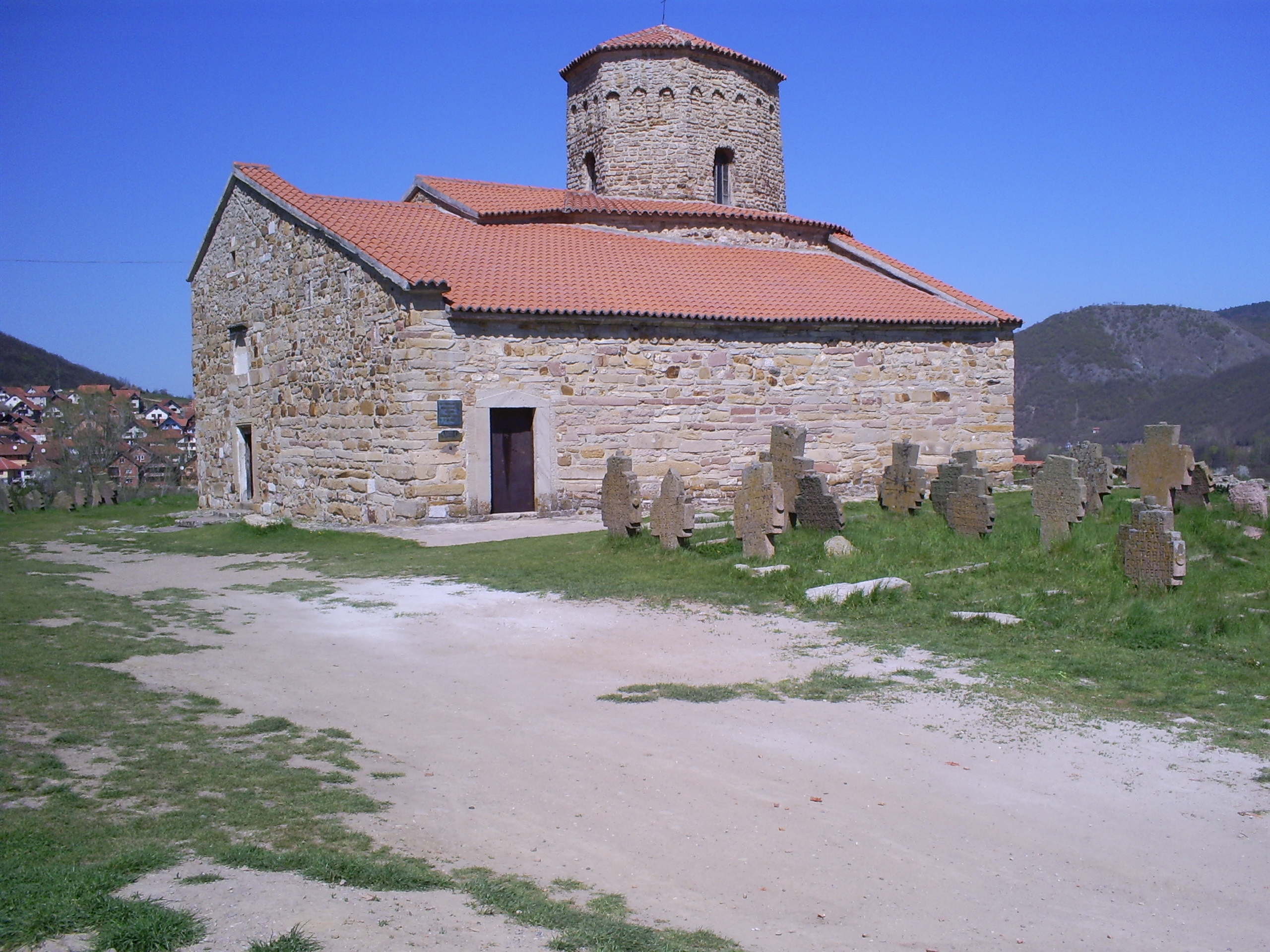
Biserica lui Petru pe un deal din Stari Ras, capitala statului Raška (Serbia)

După ce armatele bizantine au învins rudele lui Nemanja Đorđe din Duklja și Desa Urošević, ceea ce a dus la declinul acelei ramuri a familiei Vojislavljević, Zavida și-a dus familia pe pământurile ereditare de la Raška. La sosirea în Ras, capitala provinciei Raška, Nemanja a fost re-botezat de Biserica Ortodoxă, în Biserica Sfinții Apostoli Petru și Pavel, care a fost un loc episcopal. 

## Prinț
La atingerea vârstei de adult, Nemanja a devenit prinț (Župan) de Ibar, Toplica, Rasina și Reke, primind česti (părți ale statului) de la împăratul bizantin Manuel I. Manuel îl numise pe fiul cel mai mare al lui Zavida, Tihomir, Marele Prinț suprem al țărilor sârbe; fratele său Stracimir a condus Morava de Vest, iar Miroslav a condus Zahumlje și Travunia.
În 1163, împăratul bizantin Manuel I Comnen  l-a pus  pe fratele mai mare al lui Nemanja, Tihomir, ca Mare Župan de Raška, în locul lui Desa, ceea ce l-a dezamăgit pe Nemanja, întrucât se aștepta că va primi el tronul. Nemanja l-a întâlnit pe împăratul Manuel la Niș în 1162, care i-a dat regiunea Dubočica să o guverneze și l-a declarat independent. Împăratul i-a acordat un titlu de curte bizantină, întrucât era important pentru împărat ca zonele de frontieră ale Imperiului să fie guvernate de lideri fideli. Escadrile sârbe ale lui Nemanja s-au luptat pentru armata imperială în 1164 la Srem în timpul războaielor împotriva Regatului Ungariei. Nemanja a condus independent; el a construit Mănăstirea Sfântului Nicolae din Kuršumlija și Mănăstirea Sfintei Maici a Domnului Hristos, lângă Kosanica - Toplica, fără aprobarea lui Tihomir. Frații săi l-au invitat la un consiliu la Ras, unde trebuiau să rezolve această problemă, dar în schimb l-au întemnițat într-o peșteră din apropiere. Susținătorii lui Nemanja i-au sfătuit pe conducătorii bisericii că Tihomir a făcut acest lucru pentru că a respins construcția bisericii, lucru care l-a ajutat mai târziu pe Nemanja. O legendă ulterioară a susținut că însuși Sfântul Gheorghe l-a eliberat pe Nemanja din peșteră.
Între 1166 și 1168, prințul Nemanja s-a revoltat împotriva fratelui său mai mare Tihomir și a fraților săi, Miroslav și Stracimir, și a preluat puterea. Împăratul bizantin a adunat o armată de mercenari în spijinul lui Tihomir, formată din greci, franci și turci, pe care Nemanja a învins-o în bătălia de la Pantino, la sud de Zvečan. Tihomir s-a înecat în râul Sitnica, iar ceilalți frați s-au predat lui Nemanja, care le-a permis să-și guverneze pământurile anterioare. Nemanja și-a asumat titlul de Mare Župan al întregii Serbii și a luat prenumele Ștefan (din limba greacă Stephanos, însemnând „încoronat”). 
Nemanja s-a căsătorit cu o nobilă sârbă, Ana, cu care a avut trei fii: Vukan, Ștefan și Rastko. 

## Mare prinț

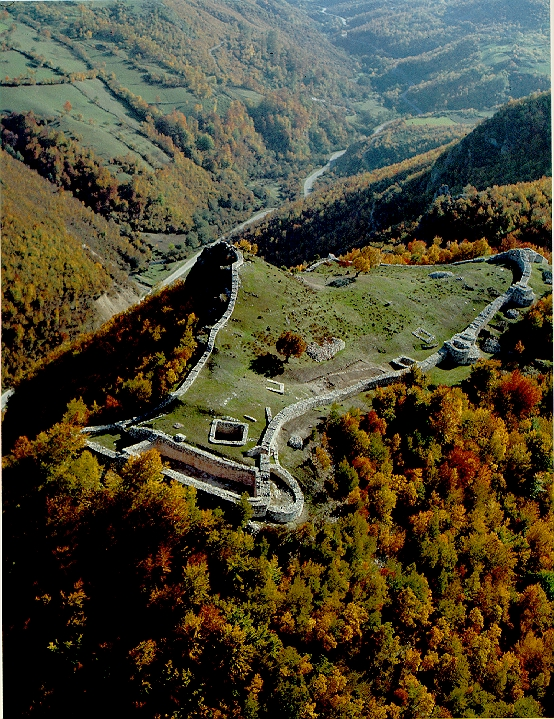
Ruinele Cetății Ras - o capitală a Marelui Župan Ștefan Nemanja

Ștefan Nemanja a construit biserica Đurđevi stupovi (Stâlpii Sfântului Gheorghe) din Ras în 1171. Conform legendei, aceasta a fost ridicată pentru a-i mulțumi Sfântului George pentru că l-a eliberat din peștera în care l-au închis frații săi, precum și pentru că l-a ajutat să ajungă la putere. În același an, Nemanja a avut cel de-al treilea fiu al său - Rastko (Sfântul Sava). 
În 1171, Marele Prinț Ștefan Nemanja s-a confruntat cu Republica Venețiană aflată într-o dispută cu Imperiul Bizantin, cu scopul de a obține independența deplină față de stăpânirea bizantină. Venețienii i-au incitat pe slavii de litoralul estic al Adriaticii să se revolte împotriva stăpânirii bizantine. Nemanja li s-a alăturat, lansând o ofensivă asupra orașului de coastă Kotor. De asemenea, o flotă germană s-a format pentru a înlocui marina venețiană și a avansat spre est în septembrie 1171, cucerind  Ragusa. Nemanja a făcut, de asemenea, o alianță cu Regatul Ungariei și, prin intermediul maghiarilor, cu Ducatul Austriei.  
Marele Prinț Nemanja a trimis apoi trupe în valea Moravei în 1172, pentru a perturba comunicațiile și comerțul dintre Niș și Belgrad și a instigat o rebeliune a sârbilor locali de la Ravno. Cu toate acestea, sârbii din Ravno au refuzat să permită trecerea ducelui Henric Leul din Saxonia. Sârbii au organizat un atac surpriză asupra taberei germane, apoi și-au atacat vecinii. 
Cu toate acestea, în 1172, coaliția anti-bizantină în care Nemanja se alăturase, formată din Regatul Ungariei, Republica Venetiană și Sfântul Imperiu Roman, s-a prăbușit. Veneția s-a confruntat cu o răscoală și cu un focar de ciumă care i-a devastat marina, în timp ce regele Ungariei a murit și un nou rege pro-bizantin a urcat pe tron. Împăratul bizantin Manuel I Comnen a lansat o expediție și înfrângerea lui Nemanja părea sigură. Astfel, Marele Prinț a căutat să facă pace și l-a întâlnit pe Împărat la Niș, cu capul și picioarele goale și un căpăstru în jurul gâtului, la fel ca rebelul Reginald din Chatillon, care s-a autoproclamat  Prinț al Antiohiei cu 13 ani înainte și a primit guvernarea înapoi. Cu toate acestea, deși Nemanja s-a înclinat în fața împăratului Manuel și și-a predat sabia personală, el a fost întemnițat și adus în capitala imperială, Constantinopol, pentru a participa la o intrare triumfală în calitate de barbar învins.
Totuși, împăratul s-a împrietenit în cele din urmă cu Nemanja care a promis să nu-l mai atace niciodată pe Manuel, în timp ce împăratul l-a recunoscut pe Ștefan Nemanja și pe urmașii săi ca marii prinți legitimi ai țărilor sârbe. 

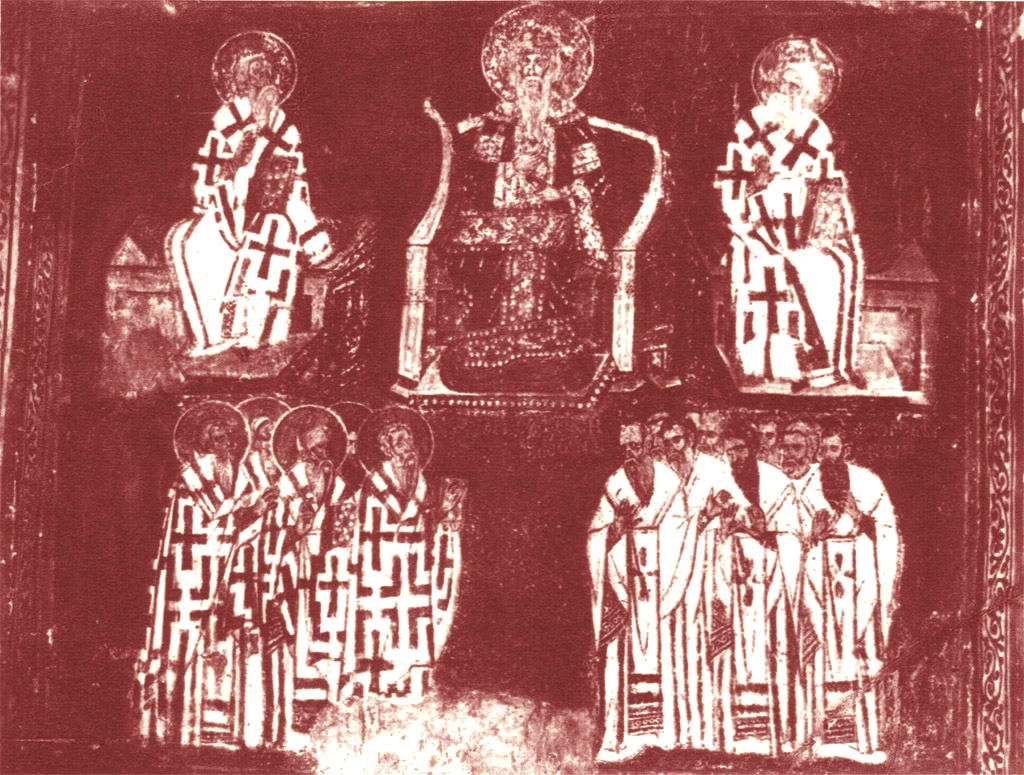
Consiliul împotriva bogomilismului, organizat de Ștefan, așa cum este reprezentat într-o frescă din 1290

Ștefan Nemanja i-a obligat pe frații săi, Stracimir din Moravia de Vest și Miroslav din Zachlumia și Lim să accepte domnia sa supremă în schimbul iertării; el l-a făcut, de asemenea, pe fiul lui Tihomir, Ștefan Prvoslav, să renunțe la tron. Armata sa a fost implicată doar într-un singur conflict, la cererea stăpânului său bizantin, în Asia Mică.  
În următorul deceniu Nemanja a tratat erezia bogomilsmului care se răspândise pe teritoriul său, precum și în Bosnia vecină, din Bulgaria vecină și a întărit creștinismul ortodox. Marele Župan le-a ars cărțile și le-a confiscat pământurile și i-a exilat pe alții. Majoritatea celor exilați au găsit refugiu în Bosnia, sub protecția conducătorului său Ban Kulin. Până la sfârșitul domniei sale, Ștefan Nemanja a scăpat complet de bogomili. Mai mult, prințul Stracimir a construit Mănăstirea Maicii Domnului în capitala sa din Moravia Grac (astăzi Čačak), în timp ce prințul Miroslav a construit Mănăstirea Sfântul Petru la Lim. Miroslav s-a căsătorit și cu sora lui Ban Kulin, creând o legătură de sânge între cele două dinastii conducătoare. 

### Moartea împăratului
În urma morții împăratului Manuel I în 1180, Ștefan Nemanja a considerat că nu mai este supus bizantinilor, caracterizând jurămintele sale ca fiind făcute împăratului, nu Imperiului. El a profitat de starea slăbită a Imperiului. Prințul Miroslav a protejat familia Narentine Kačić, pirații care l-au jefuit și ucis pe Rainer (Arnerius), arhiepiscopul Splitului. Deși Papa a cerut prințului să execute făptașii și să predea prada, Miroslav a refuzat și în schimb l-a expulzat pe episcopul de Ston. A fost excomunicat de papalitate.

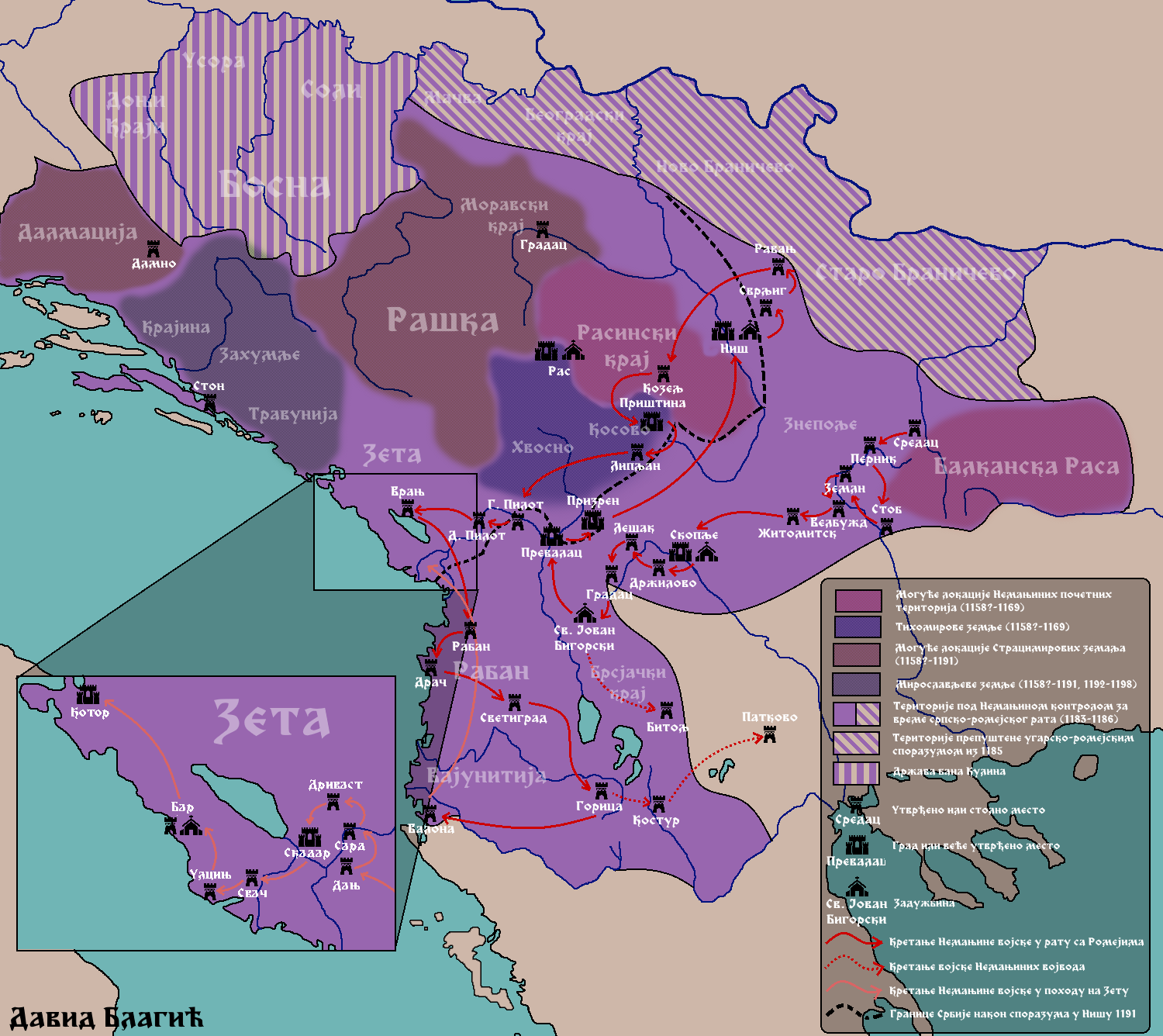
Cuceriri de scurtă durată ale lui Nemanja după moartea lui Manuel

În 1183, Ștefan Nemanja a format o nouă alianță cu regele Bela al III-lea al Ungariei și a invadat pământul bizantin. Andronic I Comnenul a preluat tronul imperial, dar nu a fost recunoscut. Masacrul latinilor din Constantinopol a inflamat situația politică tensionată. Ban Kulin din Bosnia s-a alăturat de asemenea lui Nemanja. Forțele bizantine din zonele de frontieră cu estului Serbiei  au fost conduse de Alexios Branas și Andronikos Lapardas. Au avut loc lupte interne, în timp ce Branas l-a sprijinit pe noul împărat, Lapardas a dezertat cu trupele sale. Armata maghiaro-sârbă i-a gonit curând pe bizantini de pe Valea Moravei și a înaintat până la Sofia, atacând Belgradul, Braničevo, Ravno și Niš în drumul lor. Cu toate acestea, maghiarii s-au retras curând, lăsând forțele lui Nemanja să intre singure în vestul Bulgariei, nordul și estul Macedoniei și în thema Dyrrachium. 
În 1184, prințul Miroslav a încercat să recucerească insulele Korčula și Vis, dar la 18 august 1184, flota sa a fost devastată de marina Republicii Ragusa la Poljice, lângă Koločep, astfel încât Miroslav a semnat un tratat de pace cu Ragusa. Cu toate acestea, fratele său, prințul Stracimir, nu a fost afectat de înfrângerea respectivă, iar anul următor a atacat Korčula și Vis cu flota din Doclea. Cu toate acestea, de-a lungul timpului, el a decis să se alăture eforturilor de pace ale lui Miroslav, deoarece bizantinii au lansat un contra-atac asupra Serbiei. O răscoală bulgară în zonele dunărene a oprit însă ofensiva imperială, așa că Ștefan Nemanja a profitat de situația complexă și a cucerit frontiera Timoc cu Niš și a prădat Svrljig, Ravno și Koželj. După ce Nemanja a cucerit Niș, acesta a devenit capitala sa și baza de operații. 

### A treia cruciadă
În 1188, Stefan Nemanja a trimis un sol lui Frederic I Barbarossa al Sfântului Imperiu Roman, invitându-l să rămână în Serbia în timpul cruciadei sale în Țara Sfântă. Sfântul Împărat Roman Frederic I a debarcat de pe corăbiile Cruciadei a treia și a ajuns la 27 iulie 1189 la Niș cu 100.000 de cruciați, unde a fost găzduit de Ștefan Nemanja și Stracimir. O căsătorie a fost aranjată între fiica lui Berthold, ducele Meraniei și fiul lui Miroslav, Toljen, pentru a întări relațiile sârbo-germane. Nemanja a propus ca Frederic Barbarossa să se alăture lui și venețienilor și să-i atace pe bizantini, dar Barbarossa a rămas fidel cruciadei sale de a recuceri Țara Sfântă. Barbarossa a recunoscut că are nevoie de ajutor bizantin pentru a-și transporta forțele în Asia, dar planurile sale s-au schimbat atunci când o forță bizantină l-a oprit să ajungă la următoarea oprire la Sophia. Bizantinii au început, de asemenea, să atace armata lui Barbarossa, lucru care l-a înfuriat pe Barbarossa atât de mult, încât a planificat o ofensivă asupra Constantinopolului. Ștefan Nemanja i-a oferit 20.000 de bărbați pentru a sprijini campania militară a lui Barbarossa, iar bulgarii au oferit mai mult de 40.000 de bărbați. În ciuda faptului că avea puțin peste 70 de ani, Ștefan Nemanja a urmat armata cruciaților până la granița de la Poarta lui Traian. A trimis apoi soli la Adrianopol pentru a negocia această alianță occidentală. În timp ce trimișii lui Nemanja negociau cu Berthold în calitate de reprezentanți ai lui Barbarossa, Nemanja a ocupat Pernik, Zemen, Velbužd, Žitomisk, Stobi, Prizren și restul Kosovoului și Metohija și chiar Skopje. Cu toate acestea, Barbarossa nu a semnat niciodată o alianță cu Nemanja, în schimb a semnat un tratat de pace cu reprezentanții bizantini la 14 februarie 1190 la Adrianopol. 

### Conflictul cu bizantinii și succesiunea

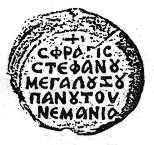
Sigiliul lui Ștefan Nemanja

În 1190, noul împărat bizantin Isaac al II-lea Angelos a pregătit o armată uriașă și cu experiență pentru a lupta împotriva lui Nemanja. În același an, Nemanja a încheiat lucrarea la magnifica biserică a Fecioarei de la Mănăstirea Studenica, din marmură albă, care a devenit ulterior semnul distinctiv al dinastiei Nemanjić. Tot în 1190, fratele său Miroslav a murit de bătrânețe, așa că Ștefan Nemanja și-a pus temporar fiul cel mai tânăr, Rastko, ca noul prinț de Zahumlje în Ston. 
În toamna anului 1191, armata bizantină bine pregătită, condusă de însuși împărat, a zdrobit forțele lui Nemanja în Morava de Sud. Ștefan Nemanja s-a retras în munți, în timp ce bizantinii au atacat de-a lungul râului și chiar au ars capitala din Kuršumlija. Cu toate acestea, Nemanja a început să atace armatele bizantine, așa că împăratul Isaac a decis să negocieze un tratat de pace final. Ștefan Nemanja a renunțat la o mare parte a cuceririlor sale, la est de râul Morava Mare și a recunoscut supremația bizantină, în timp ce împăratul l-a recunoscut ca Marele Prinț legitim. Fiul lui Nemanja, Ștefan s-a căsătorit cu prințesa bizantină Eudokia Angelina și a primit titlul de sebastocrator, unul dintre cele mai înalte titluri ale curții bizantine, date doar membrilor familiei imperiale. Pentru a-i separa pe sârbi de bulgari, împăratul a păstrat Niș și Ravno; în timp ce a recunoscut stăpânirea lui Ștefan Nemanja asupra ținutului Zeta, asupra a ceea ce este astăzi Kosovo și asupra regiunii Pilot deținută anterior de Arbanon. 
În 1192, cel mai tânăr fiu al lui Nemanja, Rastko, s-a retras la Muntele Athos, unde a făcutjurămintele monahale și a luat numele de Sava. Acest lucru l-a întristat foarte mult pe Nemanja. În locul lui Rastko, fiul lui Miroslav, Toljen a devenit prinț de Zahumlje și a fondat o dinastie locală. Serbia părea din nou în pericol când fostul aliat al lui Nemanja, regele Bela al Ungariei a invadat țara din nord. Cu toate acestea, forțele lui Nemanja i-au împins repede pe maghiari dincolo de graniță în 1193. 
În 1195, cumnatul lui Stefan Nemanja, Alexie al III-lea Angelos, a moștenit tronul bizantin. Nemanja, obosit de guvernare, a dat puterea și pământurile fiului său cel mai mare, Vukan Nemanjić. A unit Zeta cu Trebinje (Travunija), Hvosno (Metohija) și capitala sa Toplica a ajuns sub stăpânirea absolută a lui Vukan. Ștefan I Prvovenčani a reușit să se întoarcă în Serbia și să-l răstoarne de la putere pe Vukan în 1204 devenind din nou Mare župan. Prin intervenția celui de-al treilea frate, arhiepiscopul Sava, Ștefan l-a cruțat pe Vukan și i-a dat voie să conducă mai departe moșiile sale (apanajul) din Zeta (Duklja), unde și-a păstrat titlul de rege.  

## Abdicarea și viața monahală

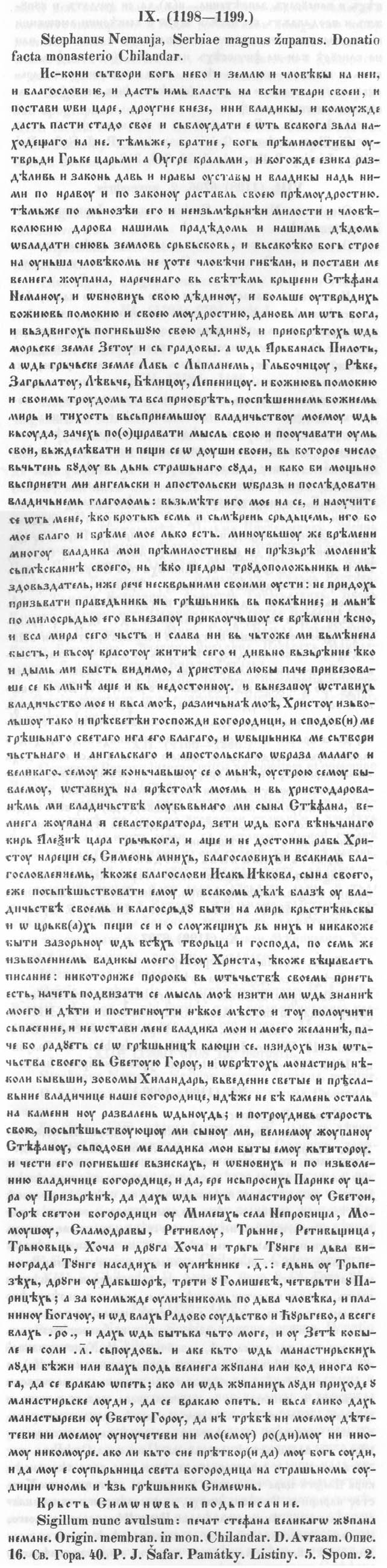
Copie scanată a edictului călugărului Simeon către Hilandar din 1198-1199, din Arhiva Dubrovnikului

La 25 martie 1196, Ștefan Nemanja a convocat un Consiliu la Ras, unde a abdicat oficial în favoarea celui de-al doilea fiu al său, Ștefan, căruia i-a dat toate bunurile pământești. Deși Vukan era fiul cel mai mare al lui Nemanja, Nemanja a preferat să-l vadă pe Ștefan al II-lea pe tronul sârb deoarece Stefan era căsătorit cu prințesa bizantină Eudokia. Cu toate acestea, Vukan, primul său fiu, ar fi trebuit să moștenească tronul. Vukan a reacționat la această schimbare succesorală, declarându-se regele în Duklja. 
Nemanja a făcut jurăminte monahale cu soția sa Ana în Biserica Sf. Petru și Pavel. El a luat numele monahal de Simeon; soția sa a devenit Anastasia. Simeon s-a retras ulterior la Mănăstirea Studenica, iar Anastasia s-a retras la Mănăstirea Maicii Domnului din Kuršumlija. Cu toate acestea, după aproximativ 18 luni, Simeon a călătorit pe Muntele Athos și s-a alăturat fiului său Sava (fostul Rastko) în mănăstirea Vatopedu. În 1199, cei doi au reconstruit împreună mănăstirea ortodoxă în ruine, Hilandar, pe care împăratul bizantin o dăduse poporului sârb și care a devenit ulterior leagănul Bisericii Ortodoxe Sârbe. 

## Moartea și moștenirea
Știind că moartea sa se apropie, la 86 de ani, Simeon a cerut să fie așezat pe o rogojină în fața icoanei Fecioarei Hodegetria cu o piatră în loc de pernă. El a murit în fața fiului său Sava și al altor călugări, la 13 februarie 1200. A fost înmormântat pe terenurile mănăstirii Hilandar. Cu ultimele sale cuvinte i-a cerut lui Sava să-i ducă rămășițele în Serbia, „atunci când Dumnezeu îi va permite, după o anumită perioadă de timp”. Ulterior, Sava a scris Liturghia Sfântului Simeon în cinstea lui Nemanja. 
În 1206, Sava a adus rămășițele tatălui său în Serbia, unde frații lui se aflau într-un război civil și sfâșiau pământurile sârbe, pe care tatăl lor le-a reunit atât de greu. Cei doi frați au făcut pace și s-au întors pe donmeniile lor. Simeon a fost reînmormântat în 1207 la Mănăstirea Studenica, unde uleiul sfânt s-a scurs din nou, din noul său mormânt. Conform legendei, uleiul sfânt (smirna) s-a scurs din mormântul lui Nemanja, astfel că epitetul său este Izvorâtor de Mir. Totuși, miracolul nu a mai reapărut în 300 de ani. Cu toate acestea, rămășițele sale sunt, chiar și în timpurile moderne, vestite că au „un miros dulce, precum violetele”. 
Biserica Ortodoxă Sârbă l-a canonizat în 1200 și i-a declarat ziua de sărbătoare pe 26 februarie [S.V. 13 februarie]. Cultul Sfântului Simeon a ajutat la consolidarea identității naționale sârbe, și încă mai există în Studenica și printre călugării Muntelui Athos. 

## Numele și titlul
Diferite nume au fost folosite pentru a se referi la Ștefan Nemanja, inclusiv Ștefan I și latinescul Stephanus Nemania. Uneori, ortografia numelui său este anglicizată, pentru a deveni Stephen Nemanya. În ultima parte a vieții sale, a devenit călugăr și, prin urmare, a fost denumit călugărul Simeon sau călugărul Symeon. După moartea sa, a fost canonizat de Biserica Ortodoxă și a devenit Sf. Simeon Izvorâtor de Mir. Fiul și urmașul său, Ștefan cel dintâi încoronat, l-a numit „Adunătorul părților pierdute din țara bunicilor săi și, de asemenea, re-constructorul lor”. Celălalt fiu al său, Sava, l-a numit „Domnul nostru și Autocrat și conducător al întregii țări sârbe”. Într-un fel, ambii fii au introdus cultul tatălui lor, creând astfel imaginea ideală a unui conducător-sfânt, fără o paralelă cu Bizanțul. 

## Familie
Nemanja a fost căsătorit cu o nobilă sârbă, Ana. Au avut trei fii și trei fiice: 
- Vukan Nemanjić - Prințul de Doclea și scurt timp Mare Prinț al Serbiei (1202-1204)
- Stefan Nemanjić - succesorul lui Nemanja, primul rege al tuturor țărilor sârbe, 1196–1228
- Rastko Nemanjić (Sf. Sava) (1171–1236) - Primul arhiepiscop și sfânt al Bisericii Ortodoxe Sârbe
- Jefimija - căsătorită cu regentul Salonicului Manuel Komnenos Doukas (+1241)
- O fiică care s-a căsătorit cu nobilul bulgar Tihomir Asan, mama împăratului bulgar Constantin Tih (domnie 1257–1277)
- Elena-Evgenia, soția lui Ioan Asan I

## Fundații
Ștefan Nemanja a întemeiat, restaurat și reconstruit mai multe mănăstiri. De asemenea, a înființat școala de arhitectură Raška, care a funcționat între 1170-1300. 
- Mănăstirea Sfântul Nicolae, în Kuršumlija
- Mănăstirea Sfânta Maică a lui Hristos, între Kosanica și Toplica
- Mănăstirea Đurđevi Stupovi, în 1171 în Ras
- Templul Mănăstirii Preasfintei Fecioare Imaculate (Studenica), în 1190 în Ibar
- Biserica Sfânta Maică a lui Hristos, la confluența râurilor Bistrica și Lim
- Mănăstirea Sfântul Nicolae, în Kaznovići / Končulj pe Ibar
- Mănăstirea Maicii Domnului, în Ras

### Reconstituiri
- Mănăstirea Hilandar de pe Muntele Athos, în 1199
- Mănăstirea Sfântul Arhanghel Mihail, din Skopie
- Mănăstirea Sfântul Pantheleimon, din Niș

### Donații
- Biserica Domnului, Sfântul Mormânt și Înălțarea lui Hristos din Ierusalim
- Biserica Sfântul Ioan Înaintemergătorul, din Ierusalim
- Biserica Sfântul Teodosie, în Deșertul Betleem
- Biserica Sf. Apostol Petru și Pavel, la Roma
- Biserica Sfântul Nicolae, din Bari
- Mănăstirea / Biserica Fecioarei din Constantinopol
- Mănăstirea / Biserica Sfântul Dimitrie, din Tesalonic